# Turisas
Turisas est un groupe de folk metal finlandais, originaire de Hämeenlinna. Le groupe, fondé en 1997 par Mathias Nygård et Jussi Wickström, entre dans la catégorie du viking metal évoquant des sentiments épiques et des thèmes tirés du folklore nordique et de l'histoire des Varègues. Il tire son nom d'Iku-Turso, monstre marin et dieu de la guerre dans la mythologie finnoise.
Avec Ensiferum, Moonsorrow, Finntroll et Korpiklaani, il est considéré comme un des principaux représentants du folk metal finlandais.

## Biographie

### Formation et débuts (1997–2003)
Le groupe est fondé en 1997 à Hämeenlinna, en Finlande, par Mathias Nygård et Jussi Wickström. À ses débuts, le groupe s'appelle Köyliö, dont le nom fait référence à la municipalité du même nom en Finlande. 
Les deux musiciens recrutent par la suite trois autres musiciens, comme eux, inspirés par le heavy metal et le folklore païen : le percussionniste Tude Lehtonen, le claviériste Antti Ventola, et le guitariste Georg Laakso. Ce line-up fait une première tentative d'enregistrement avec la démo Taiston Tie en 1998, mais sa sortie ne s'effectuera jamais du fait que le groupe se trouve insatisfait du résultat. Selon les déclarations du groupe, la démo sera enregistrée entièrement dans la salle de répétition du groupe. Il est également à noter qu'aucune basse n'a été enregistrée sur aucun des titres. Courant 1998-1999, le groupe change de nom pour Turisas. Ce nom s'inspire du dieu Iku-Turso issu de la mythologie finnoise. En décembre 1999, une nouvelle démo intitulée Promo est produite. 
En 2001, Turisas publie l'EP The Heart of Turisas qui est produit en 500 exemplaires, sous le label SB. 

### Battle Metal(2003–2007)
Century Media, intéressé par leur talent, signe le groupe en 2003. Ce même label permet au groupe de publier leur premier album, Battle Metal le 2 août 2004,. Celui-ci est enregistré entre janvier 2003 et avril 2004 dans des studios en France (à Marseille, dans les studios de "Sound Suite Studio", les mêmes ayant travaillé avec Tristania) et en Finlande.
Le 28 octobre 2005, le guitariste Georg Laakso est gravement blessé dans un accident de voiture, le touchant à la moelle épinière,. Le 12 juillet 2006, il annonce sur le site officiel son départ du groupe.

### The Varangian Way(2007–2010)
Malgré le départ de son guitariste Georg Laakso, le groupe continue à travailler sur leur nouvel album, planifié pour le début de 2007. Mathias Nygård révèle en janvier 2007 dans l'édition du magazine Terrorizer que les musiciens de tournée Hannes Horma, Olli Vänskä, Janne Mäkinen et Antti Laurila sont ajoutés au groupe comme membres officiels à plein temps. Finalement, des deux joueurs d'accordéon, seule Mäkinen devint membre officiel, alors que Laurila est demeurée musicienne de tournée pour le groupe. Aucune décision n'est prise pour remplacer Georg Laakso, mais Jussi Wickström enregistre tous les morceaux de guitare.
Le 19 février 2007, le joueur de clavier Antti Ventola écrit un message sur le forum de discussion annonçant son départ du groupe, ce qui est confirmé plus tard par le reste du groupe. Le 25 septembre 2008, Turisas part en tournée européenne en première partie du groupe de power metal Dragonforce. Celle-ci prend fin le 3 mars 2009 à Helsinki en Finlande, terre d'origine du groupe.

### Stand Up and Fight(2010–2012)

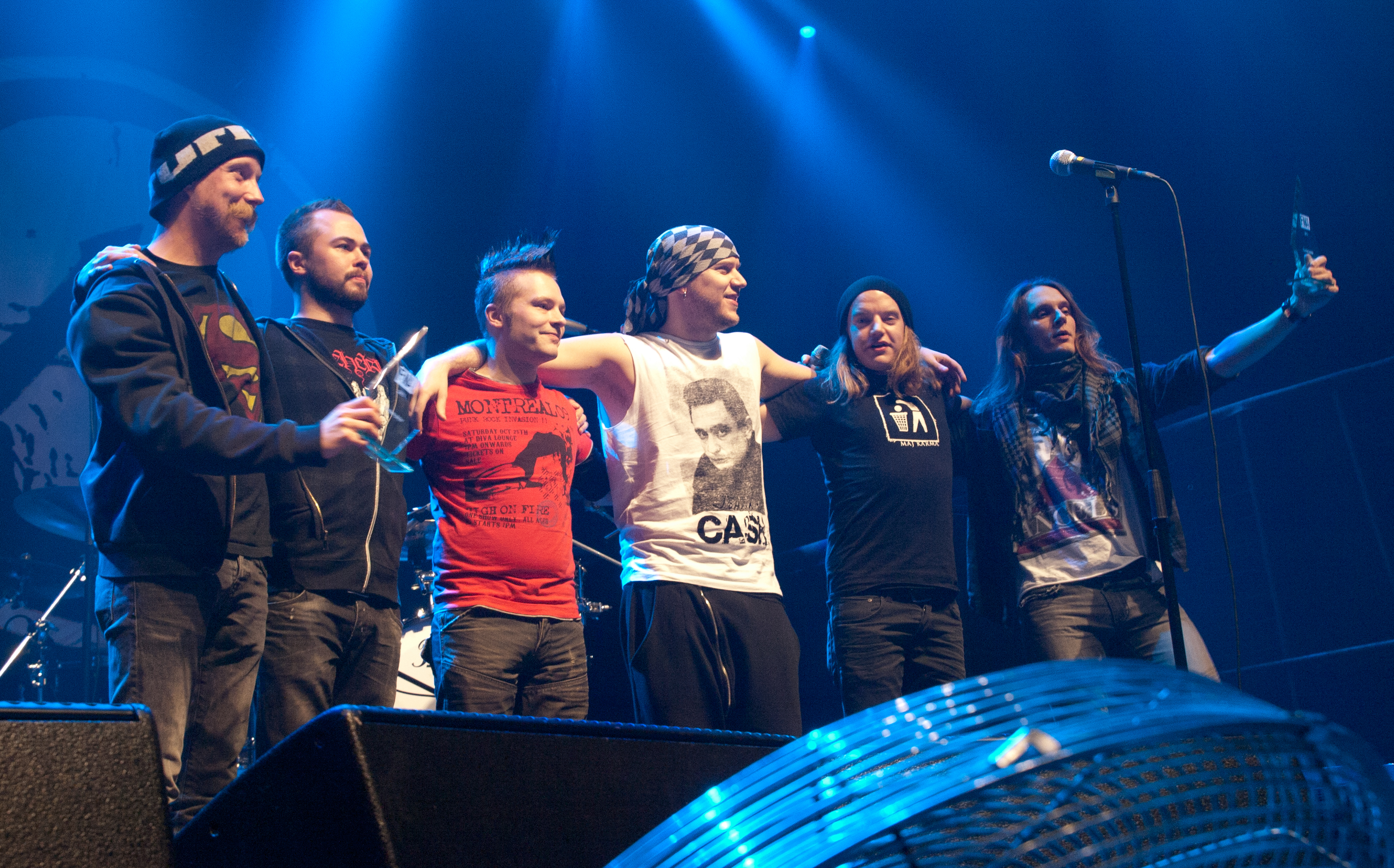
Turisas recevant le prix du meilleur groupe 2011 aux Finnish Metal Awards 2012.

Au début de 2010, le groupe annonce être entré en studio afin d'enregistrer leur troisième album, finalement sorti en France le 28 février 2011 et intitulé Stand Up and Fight. Un extrait de l'album, The March of the Varangian Guard (la marche de la garde varangienne), est joué lors d'un concert en Finlande en 2010.
En septembre 2011, le groupe annonce le départ de leur bassiste Hannes Horma et de leur accordéoniste Netta Skog pour des raisons personnelles ; ils sont remplacés par Jukka-Pekka Miettinen et Robert Engstrand, respectivement à la basse et aux claviers. Le 17 décembre 2010, la chanson titre de l'album, Stand Up and Fight, est mise en téléchargement gratuit sur le site officiel du groupe.
Le groupe part en tournée au Mexique et en Amérique du Nord aux côtés de Cradle of Filth, Nachtmystium et Daniel Lioneye au début de janvier 2011, et en Europe avec Die Apokalyptischen Reiter entre mars et avril 2011.

### Turisas2013(2012-2019)

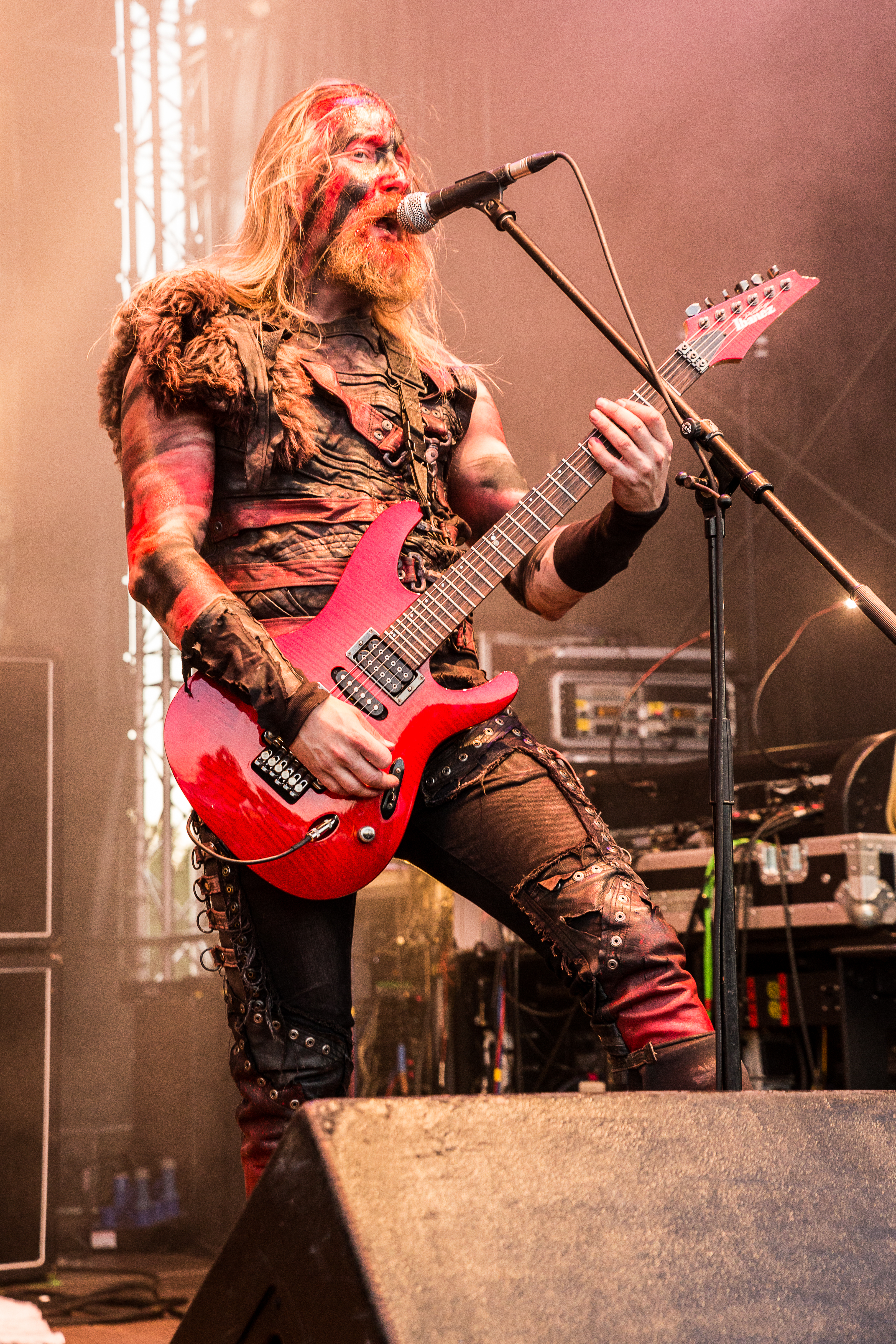
Le guitariste Jussi Wickström lors du Metal Frenzy 2018

En novembre 2012, le groupe annonce travailler sur son quatrième album studio, intitulé Turisas2013.  Celui-ci est commercialisé le 21 août 2013 en Finlande, le 26 août en Europe, ainsi que le 2 septembre au Royaume-Uni, et le 3 septembre en Amérique du Nord,,. Le 6 septembre 2013, dans le cadre d'une interview accordé au magazine Revolver Mag, le chanteur Mathias Nygård évoque le fait que le groupe voulait donner une approche différente de ce que le groupe a fait par le passé et donc proposer quelque chose de nouveau.
Le 17 mars 2015, dans une vidéo postée sur leur chaîne YouTube, le groupe annonce toute une série de concerts, débutant le 19 mars à Ludwigsburg et passant notamment par Leipzig, Oberhausen ou bien Hambourg. Après cette tournée, ils repartent pour une nouvelle tournée en Amérique latine, débutant le 2 octobre à Curitiba et s'achevant le 10 octobre à Mexico, avec comme invité spécial Arkona. À la suite de ces concerts, ils repartent en tournée dans leur pays (avec le groupe Barren Earth) avec une première date à Turku le 13 novembre et passant notamment par Helsinki, Oulu, Jyväskylä et s'achevant le 19 décembre à Seinäjoki.
Après une performance le 8 juillet 2016 au Resurrection Fest à Viveiro et au Meh Suff Festival de Hüttikon en septembre de la même année, le groupe annonce le 30 novembre 2016 leur participation pour le Hellfest qui se déroule du 16 au 18 juin 2017.
Le 7 août 2018, le groupe annonce de nouvelles dates de tournée en Europe avec Korpiklaani et Trollfest, dans le cadre du "Wayfarer and Warriors" tour. La tournée démarre le 21 février 2019 à Esch-sur-Alzette pour se terminer le 24 mars de la même année à Cologne. Pour les besoins de la tournée, et en raison de la pause de Olli Vänskä pour des raisons familiales, le groupe fait appel à la violoniste zambienne Caitlin De Ville. Il est également annoncé que pour cette même tournée, Robert Engstrand, qui a officié dans le groupe de 2011 à 2014, reprend son poste de claviériste. 

### Premiers albums en format vinyle (depuis 2022)
Le 16 mars 2022, en réponse au conflit russo-ukrainien, le groupe décide de publier ses trois premiers albums en format vinyle (limités à 500 copies chacun) dont les fonds sont directement versés à l'Unicef.  

## Style musical et vestimentaire
Turisas est principalement connu pour son style vestimentaire alliant costumes et peintures de guerre. Selon le chanteur, l'apparence est un élément très important pour un groupe et "faisant partie d'un tout".
Le style du groupe est connu pour incorporer divers styles, comme le metal symphonique, le death metal, voire du punk. Leur combinaison du power metal avec le folk metal donne naissance au terme battle metal, dont le nom est également tiré du titre "Battle Metal". 

## Membres

### Membres actuels
- Mathias « Warlord » Nygård – chant, claviers, percussions (depuis 1997)
- Jussi Wickström – guitare, chœurs (depuis 1997)
- Olli Vänskä – violon, chœurs (depuis 2007)
- Jesper Anastasiadis – guitare basse (depuis 2012)
- Jaakko Jakku – batterie, percussions (depuis 2012)

### Anciens membres
- Janne Mäkinen – accordéon (2005–2008)
- Antti Ventola – claviers (1997–2007)
- Georg Laakso – guitare (ex-Cadacross) (2000–2006)
- Ari Kärkkäinen – guitare (1997–1999)
- Sami Aarnio – guitare basse (1998-1999)
- Tino Ahola – guitare basse (2000-2001)
- Mikko Törmikoski – guitare basse (1997-2004)
- Hannes « Hanu » Horma – guitare basse (2005–2011)
- Netta Skog – accordéon (2007–2011)
- Jukka-Pekka Miettinen – guitare basse (ex-Ensiferum) (2011–2012)
- Tuomas « Tude » Lehtonen – batterie (1997–2012)
- Robert Engstrand – claviers (2011-2014)

## Discographie

### Albums studio
- 2004 : Battle Metal
- 2007 : The Varangian Way
- 2011 : Stand Up and Fight
- 2013 : Turisas2013

### Démos
- 1998 : Taiston Tie, The Battle Path
- 1999 : Promo 99

### EP
- 2001 : The Heart of Turisas

### Singles
- 2004 : Battle Metal
- 2007 : To Holmgard and Beyond
- 2007 : Rasputin
- 2010 : Supernaut
- 2010 . Stand Up and Fight
- 2013 : Into the Free

## Vidéographie

### DVD
- 2007 : The Varangian Way
- 2008 : A Finnish Summer with Turisas

### Clips
- 2007 : Rasputin
- 2008 : Battle Metal
- 2011 : Stand Up And Fight
- 2013 : Ten More Miles